# Arthur Nauzyciel
Arthur Nauzyciel est un comédien et metteur en scène né à Paris le 16 février 1967. Il est le directeur du Théâtre national de Bretagne à partir de janvier 2017.

## Biographie
Arthur Nauzyciel est d'origine juive polonaise. Les membres de sa famille sont venus en France dans les années 1920.
Après des études d’arts plastiques et de cinéma, il entre en 1987 à l’école du Théâtre national de Chaillot dirigée par Antoine Vitez. D’abord acteur, il crée ses premières mises en scène au CDDB-Théâtre de Lorient, Le Malade imaginaire ou le silence de Molière d’après Molière et Giovanni Macchia (1999) et Oh les beaux jours (2003), présenté à l’Odéon-Théâtre de l’Europe et Buenos Aires.
Suivront, en France : Place des Héros qui marque l’entrée de Thomas Bernhard à la Comédie-Française (2004) ; Ordet (la parole) de Kaj Munk au festival d’Avignon (2008) et au Théâtre du Rond-Point dans le cadre du Festival d'automne à Paris ; Jan Karski (mon nom est une fiction) d’après le roman de Yannick Haenel au festival d’Avignon (2011) ; Faim de Knut Hamsun, avec Xavier Gallais, au Théâtre de la Madeleine (2011) ; La mouette de Tchekhov (2012) dans la Cour d'honneur du Palais des papes lors du festival d’Avignon.
Il travaille régulièrement aux États-Unis, et crée à Atlanta deux pièces de Bernard-Marie Koltès : Black Battles with Dogs (2001) présenté en France, à Chicago, Athènes et au Festival d’Avignon (2006), puis Roberto Zucco (2004). À Boston il crée, pour l’A.R.T., Abigail's Party de Mike Leigh (2007) et Julius Caesar de Shakespeare (2008), en tournée depuis sa création (festival d’Automne à Paris, festival ibéro-américain de Bogota).
À l’étranger, il crée des spectacles repris ensuite en France ou dans des festivals internationaux : L'image (2006) de Samuel Beckett à Dublin, avec Damien Jalet et Anne Brochet, puis Lou Doillon et Julie Moulier, performance présentée à Reykjavik, New York, Paris, en Chine et au Japon. Au théâtre national d’Islande, Le Musée de la mer de Marie Darrieussecq (2009). Pour l’École des Maîtres, en Italie, A Doll's House (une maison de poupée) d’Ibsen avec de jeunes acteurs européens (2009). À Oslo, il recrée Abigail's Party au Théâtre National de Norvège (2012).
Il travaille également pour la danse et l’opéra  : il met en scène Red Waters (2011), opéra de Lady & Bird (Keren Ann Zeidel et Bardi Johannsson) et participe à la création de Play du chorégraphe Sidi Larbi Cherkaoui et de la danseuse Shantala Shivalingappa (2011).
Il a été lauréat de la Villa Médicis « hors les murs » au Japon en 1999. Au 1er juin 2007, il succède à Olivier Py à la tête du centre dramatique national Orléans-Loiret-Centre.
Il met en scène deux pièces de théâtre pour lesquelles il collabore avec Valérie Mréjen et Pierre-Alain Giraud, L'Empire des Lumières en 2016 et La Dame aux camélias en 2018.
Le 8 juillet 2016, le théâtre national de Bretagne annonce le choix de Nauzyciel pour succéder à François Le Pillouër au poste de directeur. Il prend la direction du théâtre breton à partir du 1er janvier 2017.
Il continue en parallèle son travail de comédien et de metteur en scène, montant notamment Les Paravents en 2023.

## Théâtre

### Comédien
- 1989 : Le Fidèle de Pierre de Larivey, mise en scène Jean-Marie Villégier, Théâtre national de Chaillot
- 1990 : Le Malade imaginaire de Molière et Marc-Antoine Charpentier, mise en scène Jean-Marie Villégier, direction musicale William Christie, Théâtre du Châtelet, Opéra Comédie, Théâtre de Caen
- 1990 : Le Songe d'une nuit d'été de William Shakespeare, mise en scène Jérôme Savary, Festival d'Avignon
- 1991 : La Maison d'os, de Roland Dubillard, mise en scène Éric Vigner, Festival d'automne à Paris
- 1991 : Léo Katz et ses œuvres : La Nuit/L'Hiver, chapitre 1/Les Fresques de Léonard, de et mise en scène Louis-Charles Sirjacq, Festival d'Avignon
- 1994 : Le jeune homme de Jean Audureau, mise en scène Éric Vigner, Théâtre de la Commune, Aubervilliers
- 1994 : Pièces de guerre d'Edward Bond, mise en scène Alain Françon, Festival d'Avignon
- 1995 : Pièces de guerre d'Edward Bond, mise en scène Alain Françon, Odéon-Théâtre de l'Europe
- 1995 : Le Retour au désert de Bernard-Marie Koltès, mise en scène Jacques Nichet, Théâtre des Treize Vents à l'Opéra Comédie de Montpellier
- 1996 : Brancusi contre États-Unis, un procès historique, 1928, mise en scène Eric Vigner, Festival d'Avignon
- 1998 : Toi cour, moi jardin de Jacques Rebotier, mise en scène Éric Vigner, CDDB-Théâtre de Lorient
- 1998 : Vie et mort du Roi Jean de William Shakespeare, mise en scène Laurent Pelly, Cour d'honneur du Palais des papes, Festival d'Avignon
- 1999 : Vie et mort du roi Jean de William Shakespeare, mise en scène Laurent Pelly, Maison des arts et de la culture de Créteil
- 2011 : Jan Karski (mon nom est une fiction) d'après le roman de Yannick Haenel, mise en scène Arthur Nauzyciel, Festival d'Avignon
- 2019 : Architecture de Pascal Rambert, mise en scène de l'auteur, festival d'Avignon puis théâtre des Bouffes du Nord et tournée
- 2020 : Mes Frères de Pascal Rambert, mise en scène Arthur Nauzyciel, création au théâtre national de la Colline
- 2024 : Le Malade imaginaire ou le silence de Molière, d'après Molière et Giovanni Macchia, mise en scène Arthur Nauzyciel, Théâtre Nanterre-Amandiers

### Metteur en scène
- 1999 : Le Malade imaginaire ou le silence de Molière d'après Molière et Giovanni Macchia, CDDB-Théâtre de Lorient, Théâtre de l’Ermitage Saint-Pétersbourg en 2000
- 2001 : Black Battles With Dogs (Combat de nègre et de chiens) de Bernard-Marie Koltès, Atlanta, Chicago en 2004, Festival d'Avignon et Athènes en 2006,
- 2003 : Oh les beaux jours de Samuel Beckett, CDDB-Théâtre de Lorient, Odéon-Théâtre de l'Europe, Teatro San Martin Buenos Aires en 2004, Madrid en 2007
- 2004 : Place des Héros de Thomas Bernhard, Comédie-Française
- 2004 : Roberto Zucco de Bernard-Marie Koltès, Emory Theater Atlanta
- 2006 : L’Image de Samuel Beckett, Beckett Century Festival Dublin, théâtre national d’Islande Reykjavik et festival Les Grandes Traversées à Bordeaux en 2007
- 2006 : A Little More Blue, récital de Maria de Medeiros autour de Chico Buarque, Caetano Veloso, Gilberto Gil, Théâtre de la Bastille
- 2007 : Abigail's Party de Mike Leigh, American Repertory Theatre Boston
- 2007 : Tom est mort de Marie Darrieussecq, lecture dirigée, Festival d'Avignon
- 2007 : Le Malade imaginaire ou le silence de Molière d'après Molière et Giovanni Macchia, théâtre national d’Islande Reykjavik
- 2008 : Le Musée de la mer de Marie Darrieussecq, Théâtre national d’Islande Reykjavik, CDN Orléans en 2009
- 2008 : Julius Caesar de William Shakespeare, American Repertory Theatre Boston
- 2008 : Ordet (La Parole) de Kaj Munk, Festival d'Avignon, Les Gémeaux
- 2009 : Ordet (La Parole) de Kaj Munk, Théâtre du Rond-Point
- 2009 : Julius Caesar de William Shakespeare, CDN Orléans, Maison des Arts de Créteil, CDDB-Théâtre de Lorient
- 2011 : Jan Karski (mon nom est une fiction) d'après le roman de Yannick Haenel, Festival d'Avignon
- 2011 : Faim de Knut Hamsun, adaptation Florient Azoulay et Xavier Gallais, mise en espace, Théâtre de la Madeleine
- 2012 : Abigail's party de Mike Leigh, Théâtre national de Norvège, Oslo, repris au centre dramatique national Orléans-Loiret-Centre en novembre
- 2012 : La Mouette d'Anton Tchekhov, Festival d'Avignon, Cour d'honneur du Palais des papes
- 2015 : Splendid's de Jean Genet, CDN Orléans-Loiret-Centre
- 2016 : Les Larmes amères de Petra von Kant de Rainer W. Fassbinder, créé au Mini Theater de Ljubljana (Slovénie) en 2015 et au CDN d'Orléans en décembre 2016
- 2016 : L'Empire des Lumières de Kim Young-ha, créé au théâtre national de Séoul en 2015, puis repris en France en 2016
- 2018 : La Dame aux Camélias d'Alexandre Dumas (fils), adapté par Arthur Nauzyciel, Valérie Mréjen et Pierre-Alain Giraud, créé au TNB à Rennes en septembre 2018
- 2020 : Mes Frères de Pascal Rambert, créé au théâtre national de la Colline
- 2022 : La ronde de Arthur Schnitzler, coproduction TNB et théâtre national de Prague.[8]
- 2023 : Les Paravents, de Jean Genet, créé au TNB.
- 2024 : Le Malade imaginaire ou le silence de Molière, d'après Molière et Giovanni Macchia, Théâtre Nanterre-Amandiers

#### Opéra
- 2011 : Red Waters de Sjón et Lady & Bird, CDN Orléans
- 2022 : Red Waters de Sjón et Lady & Bird, Opéra de Rennes

## Filmographie

### Cinéma
- 1994 : Presse-citron (court métrage) d'Isabelle Broué
- 2001 : Naturellement (court métrage) de Christophe Le Masne
- 2001 : Et là-bas, quelle heure est-il ? de Tsai Ming-liang
- 2017 : Rodin de Jacques Doillon : Cézanne

### Télévision
- 1989 : Les Tribulations de Jacques Talon (Mésaventures) de Frédéric de la Paillonne, réalisé par Emmanuel Fonlladosa
- 1990 : Le Malade imaginaire de Molière, réalisation Jacques Deschamps
- 1998 : Le Comte de Monte-Cristo  (mini-série) de Josée Dayan : Caderousse jeune